# Kapotasana
Kapotasana (en sánscrito: कपोतासन, AITS: kapotāsana), postura de la paloma es una asana arrodillada de flexión hacia atrás en el yoga moderno. Es una postura de nivel avanzado por lo que se requieren haber practicado previamente otras asanas de nivel básico e intermedio.

## Etimología y origen
La palabra en sánscrito Kapotasana significa 'postura de la paloma':
- Kapota (en sánscrito: कपोत, AITS: kapota), que significa 'paloma'[2]
- Asana (en sánscrito: आसन, AITS: āsana), que significa 'postura'[3]

### Origen
Una postura diferente (de pie) recibe el nombre de Kapotasana en el Sritattvanidhi del siglo XIX. La postura es descrita como Kapotasana en el sigo XIX en el libro Luz sobre el yoga de B. K. S. Iyengar.

## Descripción
En el Yoga Iyengar, los practicantes comienzan acostados en Supta Virasana, doblando los brazos y colocando los brazos al lado de la cabeza. Luego presionan las manos, exhalan y levantan las caderas y el tronco. La corona de la cabeza se puede colocar en el piso y las manos se pueden acercar hacia los pies levantando el tronco más alto.

## Beneficios atribuidos
Junto a Baddha Konasana, Paschimottanasana, Vajrasana, Upavistha Konasana, Marjariasana, Ustrasana, Shashankasana, Janu Sirsasana y Ardha Matsyendrasana, es una postura recomendada para contribuir al manejo de la eyaculación precoz al mejorar la circulación en la zona pélvica, el tono y la flexibilidad de los músculos del perineo y la pelvis, y la salud del aparato reproductor y sistema urinario, además facilitar una mayor excitación y promover mejores y más controlados orgasmos.

## Estudios
Un estudio en Bombay, India, publicado el 2013 evaluó el posible papel de la terapia de yoga como complemento de la terapia farmacológica convencional. Un grupo de treinta pacientes varones con asma bronquial en el grupo de edad de treinta a cuarenta años fue seleccionado y atemdieron una sesión de una hora diaria durante 6 meses en donde practicaron meditación, pranayamas, mantras y se ejercitaron en las siguientes posturas: Supta virasana, Supta baddha konasana, Viparita dandasana, Merudandasana, Kapotasana, Sarvangasana y Shavasana. Se compararon los resultados de las pruebas de función pulmonar antes y después de tres meses de terapia de yoga, pero la mejora no fue estadísticamente significativa. Se compararon los resultados de las pruebas de función pulmonar antes y después de seis meses de terapia de yoga; y si hubo una mejora estadísticamente significativa. El estudio concluyó que el yoga tiene un efecto beneficioso en los pacientes con asma bronquial y, por lo tanto, la terapia de yoga se puede sugerir como un complemento de la terapia farmacológica convencional para los pacientes de asma bronquial. Asimismo, el estudio sugirió qua terapia de yoga puede ayudar a reducir las dosis de las medicamentos pero se necesitan llevar a cabo estudios adicionales.

## Contra posturas
Una contra postura de yoga es una asana de yoga que estira la columna vertebral en la dirección opuesta a la asana anterior o la devuelve a una posición neutral. No obstante, en posturas de flexión hacia atrás o backbends como Kapotasana, se recomienda primero descansar y luego practicar posturas de transición antes de adoptar una postura en la dirección opuesta. Las posturas recomendadas luego de practicar Kapotasana son:

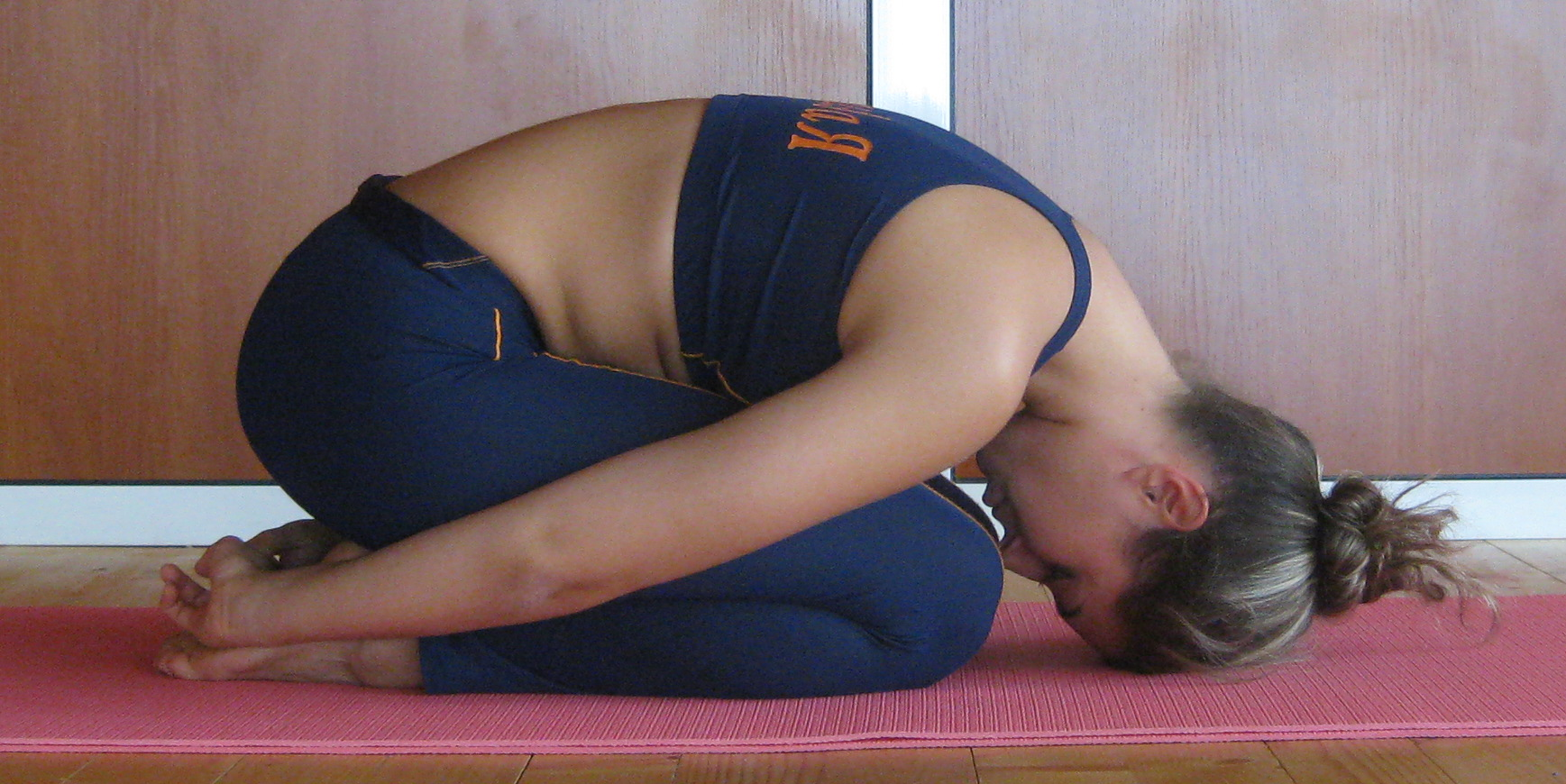
Balasana, postura del niño.
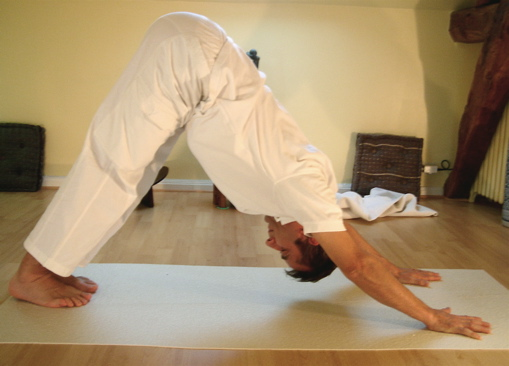
Adho Mukha Svanasana, postura del perro hacia abajo.
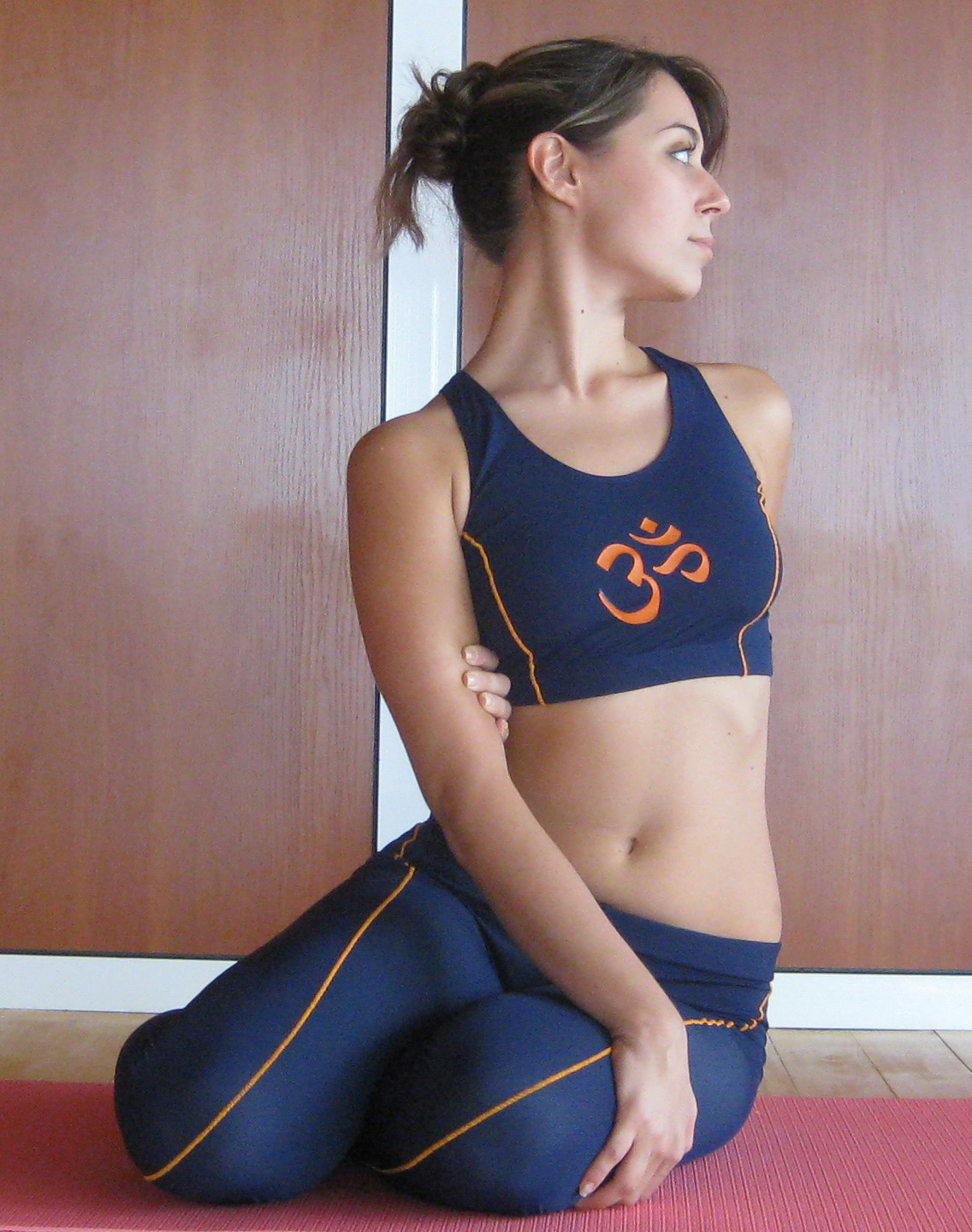
Bharadvajasana, postura del sabio.
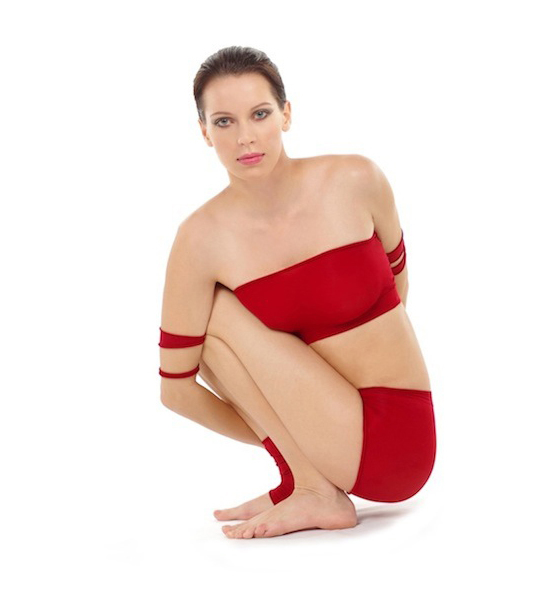
Pasasana, postura del lazo.

- Balasana,[10]
postura del niño.
- Adho Mukha Svanasana,[10]
postura del perro hacia abajo.
- Bharadvajasana,
 postura del sabio.[11]
- Pasasana,
postura del lazo.[11]

## Contraindicaciones
Es una postura contraindicada para personas con lesiones o inflamaciones en las rodillas, caderas, hombros, espalda y tobillos, dolores de cabeza, migraña, hipotensión e hipertensión arterial e insomnio.
Las posturas de flexión hacia atrás requieren antes la práctica de otras asanas de preparación a modo de calentamiento ya que podrían generarse desplazamientos discales en la columna. La presencia de un instructor de yoga calificado y experimentado es muy importante para los practicantes de nivel básico.
Se recomienda que más allá de seguir las recomendaciones de los instructores, el practicante debe escuchar su propio cuerpo: si se sienten molestias en la espalda, especialmente en la zona lumbar, es mejor enderezar la espalda y adoptar una versión de la postura menos profunda. Las asanas del hatha yoga deben practicarse con suavidad y progresivamente sin forzar las posiciones.

## Galería de variantes

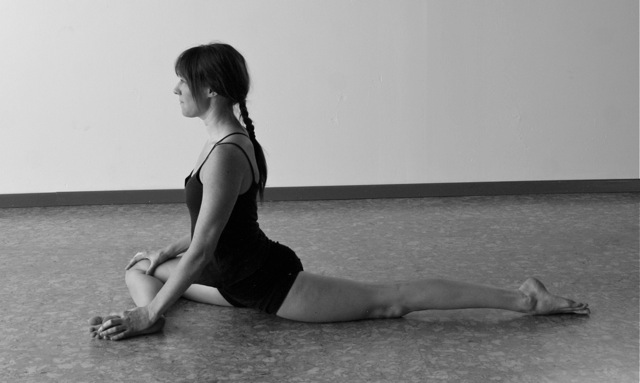
Salamba Kapotasana, postura de media paloma sobre una pierna.